# Ville libre de Francfort
Pour les articles homonymes, voir Francfort (homonymie).
1815–1866
Entités précédentes :
- Grand-duché de Francfort

Entités suivantes :
- Royaume de Prusse (Province de Hesse-Nassau)

La ville libre de Francfort (en allemand : Freie Stadt Frankfurt) fut une république créée en 1815, un des quatre cités-États de la Confédération germanique. Elle fut le siège du Bundestag (Assemblée fédérale) et un centre
financier de renommée européenne. Le Frankfurter Wachensturm (« attaque de la garde de Francfort ») de l'année 1833 était une première tentative de déclencher une révolution en Allemagne. De 1848 à 1849, le Parlement de Francfort s'est réuni dans l'église Saint-Paul. 
Le 16 juillet 1866, au cours de la guerre austro-prussienne, Francfort fut occupée par l'Armée prussienne. La ville a été annexée par la Prusse le 3 octobre puis incorporée dans la province de Hesse-Nassau.

## Histoire
Au Moyen Âge, Francfort-sur-le-Main était l'une des plus grandes villes dans le Saint-Empire romain. Vers 1245, Francfort est proclamée ville libre d'Empire. En 1356, la Bulle d'or promulguée par l'empereur Charles IV reconnaît que la réunion des plus hauts princes ayant le privilège d'élire le roi des Romains s’assemblait à Francfort. 
Contrairement à la plupart des autres villes d'Empire, Francfort a conservé son autonomie après le recès d'Empire en 1803 ; néanmoins, avec l'effondrement du Saint-Empire et la fondation de la confédération du Rhin le 12 juillet 1806, elle reviendra à la principauté d'Aschaffenbourg que le dernier archevêque-électeur de Mayence, Charles-Théodore de Dalberg, avait reçu en dédommagement par Napoléon. En 1810, Dalberg fusionne ses possessions au sein du nouveau grand-duché de Francfort, dont la ville devient un département. Durant son règne, il a mis en place d'importantes réformes, notamment en faveur de l'émancipation des Juifs.
Après la bataille de Leipzig, le troupes françaises sont parties. Bien que la ville ait été revendiquée par le royaume de Bavière et le duché de Nassau, les actes du congrès de Vienne prévoient que « la ville de Francfort, avec son territoire, tel qu'il se trouvait en 1803, est déclarée libre et fera partie de la Ligue Germanique ». L'ancienne Freie Reichsstadt Frankfurt (Ville libre de Francfort dans le Saint-Empire) adopte alors le nom de Freie Stadt Frankfurt, ville libre républicaine. Elle se composait de la ville de Francfort (dont elle représentait 9 km2 sur les 13 km2 de superficie totale), ainsi que d'un territoire situé sur les deux rives du Main et borné au Nord et au Nord Est par l'électorat de Hesse, au Sud par le grand-duché de Hesse, et à l'Ouest par le duché de Nassau. 
Une constitution a été approuvée solennellement par une assemblée de citoyens au Römerberg le 18 octobre 1816. La souveraineté résidait dans l'ensemble de la population chrétienne ; le gouvernement se composait d'un Sénat, d'un Corps législatif et d'un conseil municipal. La ville avait deux bourgmestres, nommés annuellement. Dans les assemblées ordinaires de la diète, les villes libres réunies avaient une voix ; dans les assemblées générales, la république de Francfort comptait pour une voix à elle seule.
En 1866, elle fut annexée au Royaume de Prusse à la suite de la guerre austro-prussienne et regroupée avec l'électorat de Hesse et le duché de Nassau pour former la province de Hesse-Nassau.

## Territoire
La ville libre comprenait :
- la ville de Francfort ;
- deux bourgs : Bonames et Bornheim ;
- cinq villages : Oberrad, Niederrad, Nieder-Erlenbach, Dortelweil (de), Hausen et Niederursel, dont la moitié appartenait au grand-duché de Hesse.

L'Électorat de Hesse possédait : Bergen-Enkheim, Berkersheim, Bockenheim, Eckenheim, Eschersheim, Fechenheim, Ginnheim, Praunheim, Preungesheim et Seckbach.
Le grand-duché de Hesse possédait : Nieder-Eschbach, la moitié de Niederursel et Rödelheim.
Le duché de Nassau possédait : Griesheim, Harheim, Heddernheim, Höchst, Kalbach, Nied, Schwanheim, Sindlingen, Sossenheim, Unterliederbach et Zeilsheim.

## Source
Cet article comprend des extraits du Dictionnaire Bouillet. Il est possible de supprimer cette indication, si le texte reflète le savoir actuel sur ce thème, si les sources sont citées, s'il satisfait aux exigences linguistiques actuelles et s'il ne contient pas de propos qui vont à l'encontre des règles de neutralité de Wikipédia.